# 帕维尔·基谢廖夫

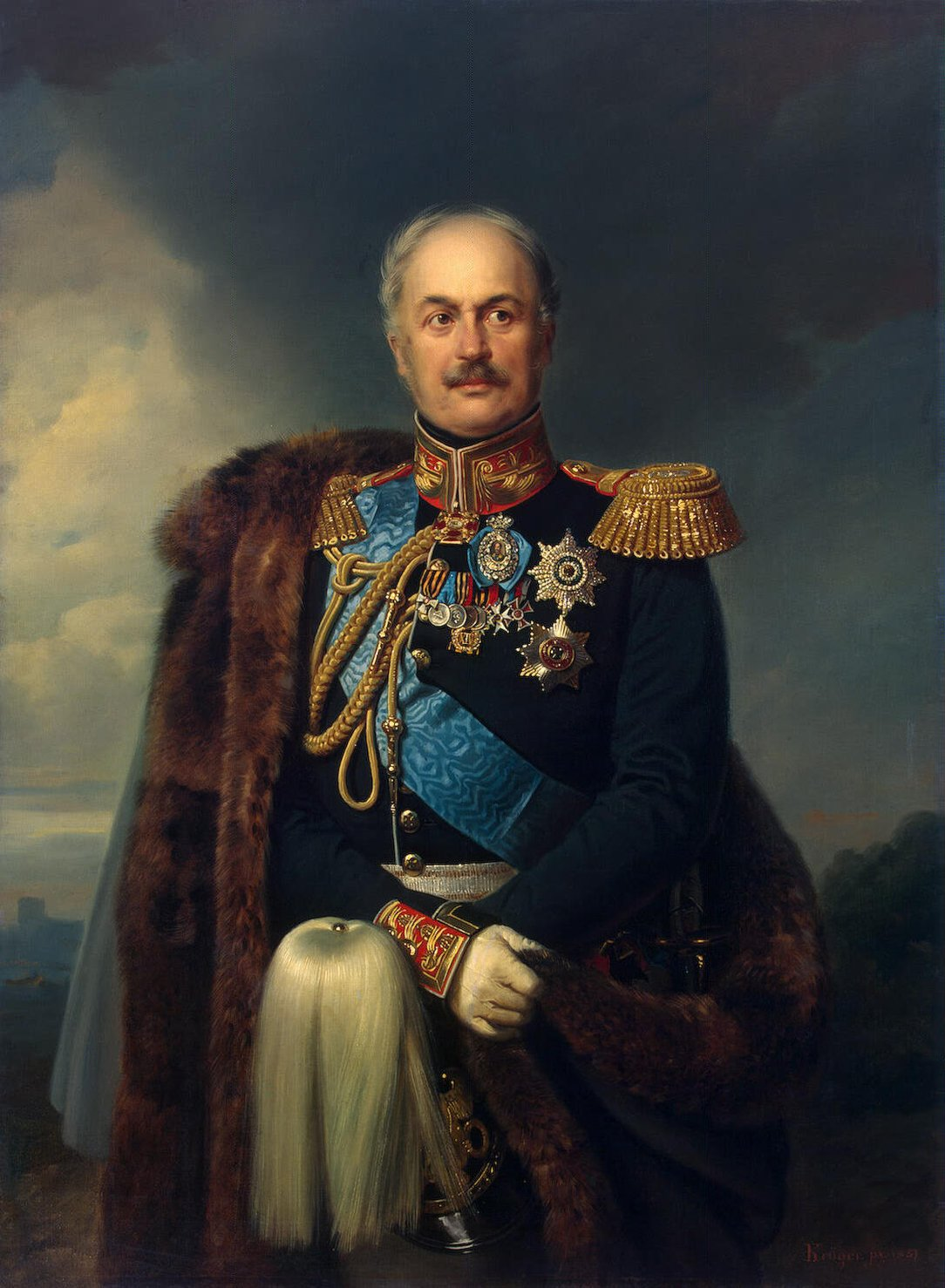
帕维尔·基谢廖夫伯爵

帕维尔·德米特里耶维奇·基谢廖夫伯爵（俄语：Па́вел Дми́триевич Киселёв，1788年1月19日—1872年11月26日），是俄罗斯帝国时期陆军将领、政治家和外交官。他作为沙皇尼古拉一世时代的改革派重臣，曾向沙皇提出废除农奴制的改革方案，后因保守势力强烈反对而作罢。